# Figma (software)
 Figma è un editor di grafica vettoriale e uno strumento di prototipazione.

## Storia
Figma ha iniziato a offrire un programma di anteprima gratuito solo su invito il 3 dicembre 2015. La sua prima uscita pubblica è avvenuta il 27 settembre 2016. Il 22 ottobre 2019 Figma ha pubblicato Figma Community, una funzionalità che consente ai designer di pubblicare i loro lavori affinché gli altri utenti possano visualizzarli e riutilizzarli nei loro progetti.

## Funzionalità
È principalmente basato sul Web, con funzionalità offline aggiuntive abilitate dalle applicazioni desktop per macOS e Windows. Le app complementari Figma Mirror per Android e iOS consentono di visualizzare i prototipi Figma su dispositivi mobili. Il set di funzionalità di Figma si concentra sull'uso nell'interfaccia utente e sulla progettazione dell'esperienza utente, con particolare attenzione alla collaborazione in tempo reale.
Il 15 settembre 2022 Adobe ha annunciato l'acquisizione di Figma per circa 20 miliardi di dollari; attraverso un comunicato diramato in data 18 dicembre 2023 dal co-fondatore ed amministratore delegato Dylan Field, si è però ufficializzata la rinuncia alla fusione, decisa congiuntamente con Adobe.

## Concorrenti
- Sketch
- Adobe XD
- InVision Studio
- Framer
- Lunacy
- Gravit
- Axure RP